# Hermonassa consignata
Hermonassa consignata är en fjärilsart som beskrevs av Walker 1865. Hermonassa consignata ingår i släktet Hermonassa och familjen nattflyn. Inga underarter finns listade i Catalogue of Life.